# Прасол Ігор Вікторович
Прасол Ігор Вікторович (нар. 26 жовтня 1957, м. Харків, УРСР) — український фахівець у галузі біомедичної інженерії, професор кафедри біомедичної інженерії Харківського національного університету радіоелектроніки, член Асоціації випускників Харківського національного університету радіоелектроніки, доктор технічних наук (2011), доцент.

## Біографія
Ігор Прасол народився 26 жовтня 1957 у місті Харків, УРСР.
Він закінчив навчання у Харківському інституті радіоелектроніки в 1979 році.
1989 року захистив кандидатську дисертацію з управління в технічних системах та системам автоматизованого проектування на базі Харківського інституту радіоелектроніки.
1993 року почав працювати доцентом кафедри біомедичної електроніки.
Упродовж 1998—2003 років він обіймав посаду відповідального секретаря приймальної комісії.
2008 року став професором кафедри біомедичних електронних пристроїв та систем.
2011 року ним була захищена докторська дисертація.

## Наукова робота
Серед наукових інтересів слід виділити такі напрями:
- системи автоматизованого проектування радіоелектронної та біомедичної апаратури;
- математичне моделювання;
- діагностичні і терапевтичні апарати;
- інформаційні технології.[4]

Також Ігор Прасол є учасником контактної групи взаємодії з фундацією Zlote Serce і вищою школою Хуманітас (Польща, м. Сосновець)

## Творчий доробок
- Прасол И. В. Вопросы адаптации агрегированных моделей схем на этапе параметрического синтеза в САПР // Технология приборостроения. — 2009. — № 2. — С. 45-49.
- Прасол И. В. Особенности агрегирования моделей электронных схем при оптимизации их параметров // Технология приборостроения. — 2010. — № 1. — С.25-29.
- Прасол И. В. Агрегирование математической модели электронной схемы на основе принципа сжимающей области адекватности // Технічна електродинаміка, тематичний випуск «Силова електроніка та енергоефективність». — 2010. — Ч. 1. — С. 230—233.
- Прасол И. В., Аврунин О. Г., Котомин С. О. Оценка адекватности частотной математической модели схемы на основе методов интервального анализа // Технічна електродинаміка, тематичний випуск «Силова електроніка та енергоефективність». — 2010. — Ч. 1. — С. 268—269.

## Нагороди
- знак «Відмінник освіти України» (2009);
- Почесна грамота Міністерства освіти України (2001);
- медаль К. Ціолковського.